# Emil Hübner (Widerstandskämpfer)
Emil Hübner (* 26. März 1862 in Berlin; † 5. August 1943 in Berlin-Plötzensee) war ein deutscher Politiker (SPD, KPD) und Widerstandskämpfer gegen den Nationalsozialismus.

## Leben
Hüner war ab 1905 Mitglied der SPD. 1919 trat er zusammen mit seiner Tochter Frida Wesolek und deren Ehemann Stanislaus Wesolek zur KPD über. Sein Sohn war Arthur Hübner (1899–1962).
Ab Ende der 1920er Jahre arbeiteten die drei für den geheimen Apparat der Kommunistischen Internationale (Komintern), der im Laufe der 1930er Jahre zunehmend mit den staatlichen sowjetischen Nachrichtendiensten verschmolzen wurde. Dadurch erhielten sie Kontakt zu den Widerstandsgruppen um Adam Kuckhoff, Wilhelm Guddorf und John Sieg sowie auch zur Gruppe Gerhard Kegel/Ilse Stöbe.
Die Familie Hübner/Wesolek verfügte über technisches Gerät für die illegale Organisation wie auch über funktionsfähige Funkgeräte. Im Gegensatz zu Hans Coppi und Karl Böhme waren sie im Umgang mit diesen Geräten geschult. Wegen der weit zurückgezogenen militärischen Front und der kriegsbedingten Desorganisation in der Sowjetunion brach aber auch ihr Kontakt zur Sowjetunion im Sommer 1941 ab.
Im Sommer 1942 verschafften sie deutschen Kommunisten, die als Fallschirmspringer aus der Sowjetunion zurückkehrten, Unterkunft, unter anderem in ihrer Laube in Rudow, und im Umfeld von Widerständlern aus der Berliner Gruppe der Roten Kapelle. Dadurch gerieten sie in den Sog der Anfang September 1942 einsetzenden Verhaftungswelle.
Im folgenden Monat wurden dann auch Emil Hübner, seine Tochter, sein Schwiegersohn sowie zwei seiner Enkel verhaftet.
Der 81-Jährige wurde zusammen mit Frida Wesolek und Stanislaw Wesolek im Frühjahr 1943 vom Reichskriegsgericht unter dem Ankläger Manfred Roeder zum Tode verurteilt. Das Urteil wurde am 5. August 1943 zusammen mit den Todesurteilen gegen Adam Kuckhoff und vielen anderen der Berliner Roten Kapelle in der Hinrichtungsstätte Plötzensee vollstreckt.
- 1969 wurde er postum mit dem sowjetischen Orden des Vaterländischen Krieges II. Klasse geehrt.[3]